# San Procolo (Miquel Àngel)
San Procolo, és una escultura realitzada per Miquel Àngel,en el seu període juvenil entre els anys 1494 i 1495 per l'Arca de sant Domènec, a l'interior de la Basílica San Dominico a Bolonya.
Executada junt amb altres dues, San Petronio i un Àngel per completar el treball que va deixar sense acabar Niccolò dell'Arca, s'aprecia un cert aire de Donatello.

Segons un testimoni de fra Ludovico da Prelormo, ancià custodi de l'Arca de San Domenico, sobre la ruptura de l'estàtua de Sant Procolo el 1572
| « | A la vigília de San Domenico el pobre desgraciat fra Pelegrino trenca l'estàtua de Sant Procol, la va tirar a terra en més de cinquanta peces. Jo mai no he tingut en vuitanta anys, més intens dolor al cor que aquest. Per descomptat, em vaig creure morir, van venir els frares a confortar-me, i molts mestres que dominen l'art, per tant que es van emportar i la van ajustar a allò que en el present es veu. | » |